# Eurytemora pacifica
Eurytemora pacifica är en kräftdjursart som beskrevs av Sato 1913. Eurytemora pacifica ingår i släktet Eurytemora och familjen Temoridae. Inga underarter finns listade i Catalogue of Life.